# Мацумура Ґосюн
Мацумура Ґосюн (яп. 松村 呉春, 28 квітня 1752 — 4 вересня 1811) — японський художник періоду Едо. Спільно з Маруяма Окьо є засновником художньої школи Сідзьо, основою якої був реалізм.

## Життєпис
Походив з заможної чиновничої родини. Старший син службовця імператорського монетного двору (кіндза). За бажанням своїх батьків вже замолоду вивчав китайські та японські живопис, каліграфію, поезію, класичну історію і літературу. Його перші викладачі були майстри літературної живопису, які навчали також і класичного китайського художнього стилю. Під їхнім керівництвом Ґосюн займався поезією хайку, особливо успішним було його навчання в поета і художника Йоса Бусона, учнем якого Мацумура Ґосюн став у віці 20 років.
Успіх до художника прийшов не швидко. Тому він був змушений заробляти, працюючи автором любовних листів для повій Кіото. В цьому йому допоміг вчитель Йоса Бусон, познайомивши Мацумура Ґосюна з багатими купцями з провінції, що цікавилися мистецтвом, і охоче робили замовлення. 1781 роки втратив батька і дружину, а Йоса Бусон невиліковно захворів і вже не міг далі підтримувати свого учня. У зв'язку з цим художник залишає рідний будинок у кварталі Сідзьо, в Кіото, і перебирається до містечка Ікеда поблизу Осаки. У цей період Ґосюн пише картини в стилі свого вчителя.
У 1787 році Госюн входить до кола, близького майстру Маруяма Окьо, і прикрашає храм Дайдзьо-дзі. Професійні зв'язки між Окьо і Ґосюном згодом переросли в дружні. Після великої пожежі, що спустошила Кіото, обидва художники на деякий час разом знайшли притулок в одному з храмів.
У 1789 році Мацумура Ґосюн повертається до Сідзьо. В цей час створює полотна, в яких використовує стиль Окьо. Після смерті останнього в 1795 році Ґосюн створює свою власну школу сідзьо, в якій малює і викладає до своєї смерті 1811 року. Розвиток школи Сідзьо продовжили Мацумура Кейбун, Окамото Тойокіхо і Сіокава Бунрін.

## Творчість
Спочатку створював роботи у стилі школи Нанга, прихильником якої був його вчитель Йоса Бусон. Згодом розробив свій власний, що дістав назву школа Сідзьо. Він розвинув стиль Маруяма Окьо, поєднавши йог техніки з техніками Йоса Бусона — до абстрактності, відстороненості й ліризму додав чуттєвий реалізм, де більше привітності, щирості в виразних формах.

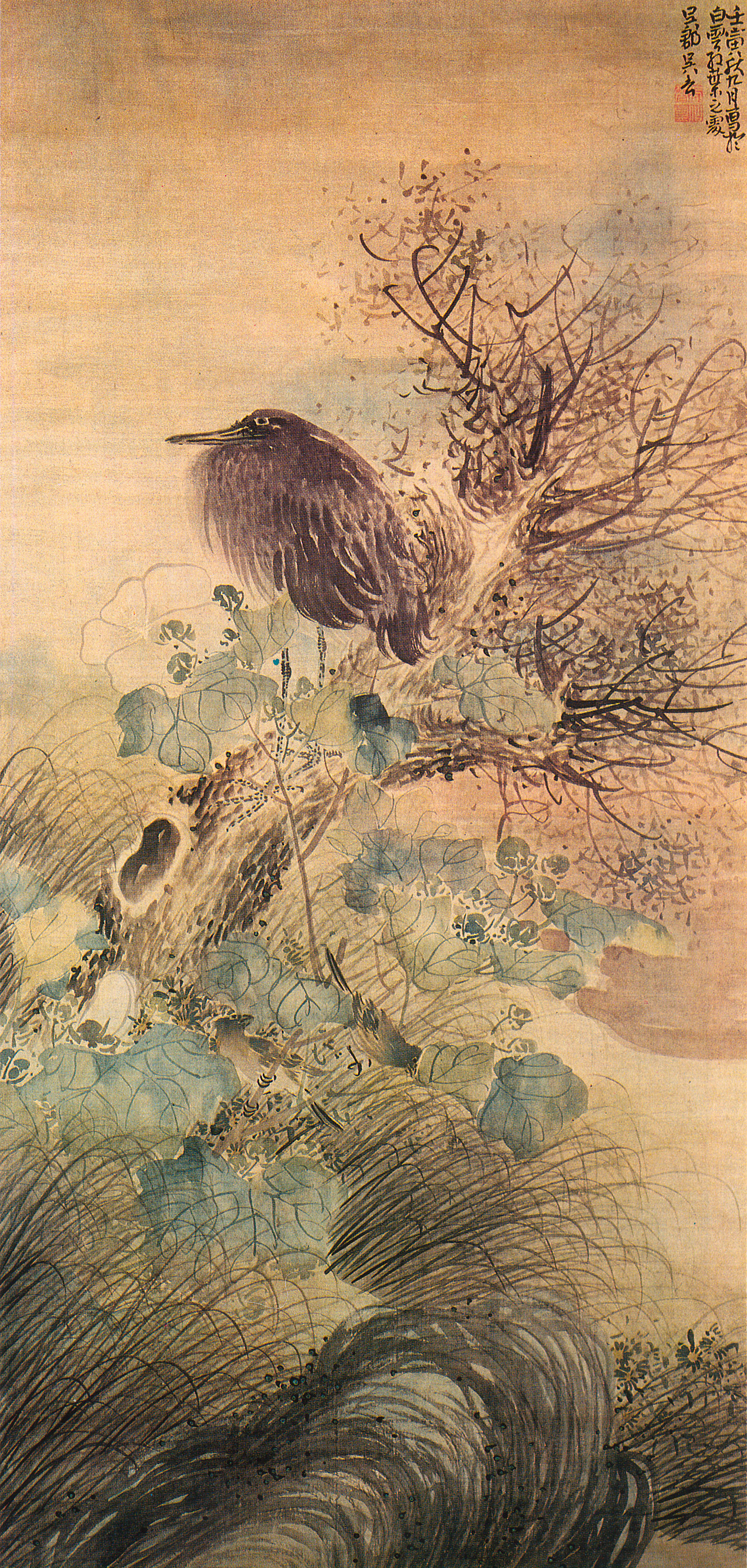
«Гібіскус і чапля на пні»

Є автором картин у жанрі будзінга (зображення красунь) та фукейґа (пейзаж). Шедевром вважається робота «Гібіскус і чапля на пні». Також займався розписом по шовку, зокрема розмальовував косоде (цільнокроєний халат з недовгими рукавами). Тут Ґосюн зазвичай зображував пейзажі з величними картинами гір, річок, рослин або тварин тощо.